# Comté de Barron
Pour les articles homonymes, voir Barron.
Le comté de Barron (en anglais : Barron County) est l'un des 72 comtés de l'État du Wisconsin, aux États-Unis.

## Géographie
D'après le Bureau du recensement des États-Unis, le comté a une surface de 2 305 km2 (890 mi2), dont 2 235 km2 (863 mi2) de terres et 70 km2 (27 mi2) de surfaces aquatiques (lacs, rivières...).

### Comtés limitrophes
| Nord-Ouest : comté de Burnett     | Nord : comté de Washburn | Nord-Est : comté de Sawyer |
| Ouest : comté de Polk             | Comté de Barron          | Est: comté de Rusk         |
| Sud-Ouest : comté de Sainte-Croix | Sud : comté de Dunn      | Sud-Est: comté de Chippewa |